# RIOT GIRL
「RIOT GIRL」（ライオット・ガール）は、平野綾の1枚目のオリジナルアルバム。2008年7月16日にLantisから発売された。

## 解説
デビューシングル「Breakthrough」から6thシングル「MonStAR」までのシングル曲を収録しているが、「Breakthrough」のみAlbum Ver.となっている（実際は「明日のプリズム」も若干アレンジが違っている）。なお、7thシングル「Unnamed world」は未収録であるが、カップリング曲の「Maybe I can't good-bye」は収録されている。

## 収録曲
1. LOVE★GUN [3:50]
作詞：平野綾、作曲：黒須克彦、編曲：nishi-ken、黒須克彦
  - 文化放送ラジオ番組『RADIOアニメロミックス』旧オープニングテーマ
2. HERO [4:23]
作詞：平野綾、作曲・編曲：nishi-ken
  - 文化放送ラジオ『RADIOアニメロミックス』新オープニングテーマ
3. MonStAR [4:23]
作詞：meg rock、作曲：黒須克彦、編曲：nishi-ken
  - テレビ埼玉『アニたま』エンディングテーマ（2007年12月）
  - BSフジ『もえがく★5』エンディングテーマ
  - GyaO MIDTOWN TV『キネマルネッサンス あ〜や城』テーマソング
4. 明日のプリズム [4:00]
作詞：こだまさおり、作曲：前澤寛之、編曲：加藤大祐
5. Breakthrough（Album ver.）
作詞：江幡育子、作曲：TARAWO、編曲：黒須克彦
  - ゲーム『ふぁいなりすと』オープニングテーマ
  - フジテレビTWO『平野綾だけTV』オープニングテーマ
6. 冒険でしょでしょ? [4:19]
作詞：畑亜貴、作曲：冨田暁子、編曲：藤田淳平（Elements Garden）
  - テレビアニメ『涼宮ハルヒの憂鬱』オープニングテーマ
7. 曖昧スクリーム [4:40]
作詞：meg rock、作曲：黒須克彦、編曲：nishi-ken
  - GyaO MIDTOWN TV『キネマルネッサンス あ〜や城』テーマソング
8. ヨロコビの歌 [4:41]
作詞：こだまさおり、作曲・編曲：黒須克彦
9. Maybe I can't good-bye. [4:05]
作詞：平野綾、作曲・編曲：黒須克彦
10. NEOPHILIA [4:14]
作詞：平野綾・畑亜貴、作曲・編曲：齋藤真也
  - テレビ埼玉『アニたま』エンディングテーマ（2007年11月）
11. Harmonia vita [5:20]
作詞：畑亜貴、作曲・編曲：齋藤真也
  - ニンテンドーDS用ゲーム『シグマ ハーモニクス』主題歌
12. For you [4:30]
作詞：平野綾、作曲・編曲：黒須克彦
13. 星のカケラ [5:57]
作詞：平野綾、作曲：齋藤真也、編曲：齋藤真也・大久保薫
14. RIOT GIRL [4:51]
作詞：平野綾、作曲・編曲：nishi-ken
  - テレビ東京『アニソンぷらす』エンディングテーマ